# Обережно! Предки в хаті
«Обережно! Предки в хаті» (англ. Parental Guidance, дос. «батьківський контроль») — американська сімейна комедія 2012 року, знята режисером Енді Фікманом. У головних ролях грають Біллі Крістал, Бетт Мідлер, Маріса Томей і Том Еверетт Скотт. За сюжетом, донька, що скептично ставиться до своїх батьків, просить їх попіклуватися про онуків, поки вона з чоловіком перебуватиме за містом.

## Сюжет
Арті Декера, спортивного коментатора нижчої бейсбольної ліги, звільняють через його старомодність і відсутність активності в соціальних мережах. Саме в цей час йому та його дружині Даян зателефонували донька Еліс та зять Філ і попросили їх приїхати до Атланти, щоб няньчитись у їхньому розумному домі з їхніми трьома дітьми. Арті та Даян погоджуються доглядати за онуками і дати можливість доньці вирушити разом із зятем в інше місто на конгрес підприємців. Проблеми у старомодної пари виникають, коли вони дізнаються про проблеми онуків, такі як «синдром високих досягнень» Гарпер, заїкання Тернера та уявного друга Баркера Кенгуру Карла.

## У ролях
| Актор                  | Роль               |
| ---------------------- | ------------------ |
| Біллі Крістал          | Арті Декер         |
| Бетт Мідлер            | Даян Декер         |
| Маріса Томей           | Еліс Декер-Сіммонс |
| Том Еверетт Скотт      | Філ Сіммонс        |
| Бейлі Медісон          | Гарпер Сімонс      |
| Джошуа Раш             | Тернер Сіммонс     |
| Кайл Брайткопф         | Баркер Сіммонс     |
| Гедде Ватанабе         | Містер Чен         |
| Рода Гріффіс           | Доктор Швеєр       |
| Дженніфер Крістал Фолі | Касандра           |
| Тоні Гок               | в ролі самого себе |
| Стів Леві              | в ролі самого себе |
| Лінда Кон              | в ролі самої себе  |

## Критика
Фільм отримав змішані відгуки: на Rotten Tomatoes оцінки фільму 18% на основі 92 відгуків від критиків і 59% від більш ніж 50 000 глядачів.
Незважаючи на загалом негативні відгуки, касові збори фільму виявилися вищими, ніж очікувалося.

## Нагороди
Джошуа Раш і Кайл Брайткопф були номіновані на премію Teen Choice Awards як найкращий молодий актор другого плану до 10 років, а вони ж та Бейлі Медісон були номіновані на премію Teen Choice Awards як найкращий молодий акторський склад.